# Chayse Evans
Chayse Evans, pseudonimo di Amy Stahly (Monterey, 2 agosto 1986), è un'ex attrice pornografica statunitense.

## Biografia
Prima di intraprendere una carriera nel porno, Chayse Evans oltre che essere stata una cameriera e una stripper, ha prestato servizio come Marine.
Ha debuttato nel 2007 e da allora è apparsa in oltre 200 tra film e scene web, per poi terminare la carriera durante il 2016.
Ha filmato la sua prima scena anal nel 2009 per il film della Evil Angel Pretty Sloppy.

## Riconoscimenti
- 2009 XBIZ Award nomination – New Starlet of the Year[5]
- 2009 AVN Award nomination – Best New Starlet[6]
- 2010 AVN Award nomination – Performer femminile dell'anno[7]
- 2010 AVN Award nomination – Migliore scena P.O.V. – Full Streams Ahead 2[7]
- 2010 AVN Award nomination – Migliore scena Anal – Evil Anal 10[7]

## Filmografia
- Brand New Faces 3 (2007)
- 1 On 1 2 (2008)
- All Alone 4 (2008)
- Barefoot Confidential 56 (2008)
- Barely Legal 80 (2008)
- Big Night Sticks Little White Chicks 2 (2008)
- Black Cock Addiction 5 (2008)
- Black Cocks Tiny Teens 6 (2008)
- Blow Me Sandwich 13 (2008)
- Cameltoe Workout 2 (2008)
- Cum Stained Casting Couch 11 (2008)
- Damaged Goods (2008)
- Dark Meat White Treat 5 (2008)
- Face Fucking Inc. 4 (2008)
- Face Invaders 3 (2008)
- Fetish Fucks 3 (2008)
- Fresh out the Box 11 (2008)
- Fuck Dolls 10 (2008)
- Fucking Me POV 4 (2008)
- Gangbang My Face 4 (2008)
- Gimme the Finger (2008)
- Goo Girls 31 (2008)
- Handjobs 26 (2008)
- I Have a Wife 1 (2008)
- Incumming 14 (2008)
- Initiations 23 (2008)
- Jerkoff Material 1 (2008)
- New To The Game 3 (2008)
- No Cum Dodging Allowed 10 (2008)
- Perverted POV 1 (2008)
- Semen Sippers 7 (2008)
- Slutty and Sluttier 6 (2008)
- Slutty and Sluttier 8 (2008)
- Souled Out 2 (2008)
- Spring Chickens 21 (2008)
- Storm Squirters 6 (2008)
- Strap Attack 9 (2008)
- Swallow My Sperm POV 4 (2008)
- Talk Show Tarts (2008)
- Throat Gaggers 14 (2008)
- Trust Justice 3 (2008)
- Voyeur 35 (2008)
- We Swallow 20 (2008)
- Whack Jobs 3 (2008)
- Who Let the Cats Out (2008)
- 40 Inch Plus 10 (2009)
- Anal Academics (2009)
- Anal Cavity Search 7 (2009)
- Anal Is My Middle Name (2009)
- Anal Prostitutes On Video 7 (2009)
- Ashlynn and Friends 7 (2009)
- Azz Fest 7 (2009)
- Bitchcraft 7 (2009)
- Boundaries 6 (2009)
- Bum Rushed (2009)
- Bumper Grrrls (2009)
- Candles (2009)
- Centerfolds Exposed (2009)
- Elastic Assholes 8 (2009)
- Evil Anal 10 (2009)
- Evil Anal 9 (2009)
- Fetish Fuckdolls 3 (2009)
- Filth Cums First 4 (2009)
- Fuck Face (2009)
- Fuck Team 5 4 (2009)
- Fucked On Sight 6 (2009)
- Full Streams Ahead 2 (2009)
- Gag Holes 2 (2009)
- Gapeman 3 (2009)
- In the Butt 1 (2009)
- Interracial Fuck Sluts 1 (2009)
- Kristina Rose Is Slutwoman (2009)
- Load Sharing 2 (2009)
- My Handiwork (2009)
- Naturally Yours 4 (2009)
- Oil Spills 2 (2009)
- Praise The Load 3 (2009)
- Pretty Sloppy 1 (2009)
- Raw 2 (2009)
- Squirt Gangbang 4 (2009)
- Strip Tease Then Fuck 11 (2009)
- Tease Before The Please 4 (2009)
- Teenage Whores 5 (2009)
- This Butt's 4 U 5: Crack Addictz (2009)
- Tunnel Butts 2 (2009)
- Wet Vignettes (2009)
- White Girls Get Busy (2009)
- Whore Training: Learning the Ropes (2009)
- 30 Dirty Years (2010)
- 4 in da' Ho 1 (2010)
- 5 Filthy Fetishes (2010)
- Alexis Meets Alexis (2010)
- America's Next Top Body (2010)
- Autopilot (2010)
- Car Wash Girls (2010)
- Cougar High 1 (2010)
- Cuckold Sessions 6 (2010)
- Dripping Inside (2010)
- Exchange Student 1 (2010)
- Exchange Student 2 (2010)
- Foot Fetish Daily 2 (2010)
- Ghost Fuckers (2010)
- Glamorous (2010)
- Interoffice Intercourse (2010)
- Interracial Blow Bang 1 (2010)
- Jack's POV 16 (2010)
- Laly's Angels (2010)
- Live Gonzo 1 (2010)
- Load Almighty (2010)
- Magical Feet 7 (2010)
- Malice in Lalaland (2010)
- Masquerade (2010)
- Mere et sa fille (2010)
- Out of Control (2010)
- Porn Week: Chayse Evans Pornstar Vacation (2010)
- Pornstar Athletics 3 (2010)
- Red Panties (2010)
- Replacement (2010)
- Rocco's American Adventures (2010)
- Rough Sex 2 (2010)
- Shameless Amateurs 4 (2010)
- She's Gonna Blow POV 1 (2010)
- Squirtamania 4 (2010)
- Surreal Sex 1 (2010)
- Swallow This 15 (2010)
- Teasers: Extreme Public Adventures 2 (2010)
- This Ain't Charmed XXX (2010)
- Throat Fucks 2 (2010)
- Twilight Zone Porn Parody (2010)
- Vice City Porn (2010)
- Women Who Want Sex (2010)
- Young Harlots: School Trip (2010)
- Anal Gaping Sluts (2011)
- Deep Throat This 46 (2011)
- Frankencock 2 (2011)
- History Of Black Cock (2011)
- KissMe Girl: the Early Scenes (2011)
- Sticky Teen Faces 4 (2011)
- Surreal Sex 2 (2011)
- Taboo: Play Toys (2011)
- Vivid's 102 Cum Shots (2011)
- Watching My Daughter Go Black 2 (2011)
- White Sleeze Bucketz (2011)
- Angelina Valentine Squirts (2012)
- C is For Chloe Reese Carter (2012)
- Cat Scratch Fever (2012)
- College Drop Out 3 (2012)
- Gapeman's Favorite Gapes (2012)
- Gloriass 2 (2012)
- In the VIP 10 (2012)
- Porn Fidelity Goes Hardcore 2 (2012)
- Sex and Sexabilities (2012)
- College Dropout 2 (2013)
- Cum Drunk 2 (2013)
- My Feet Your Meat (2013)
- Savanna Samson Goes Gonzo (2013)
- Anal X Games 3 (2014)
- Get Lost in My Ass (2014)
- Girls of Bang Bros 34: Aletta Ocean (2014)
- Just Plain Lewd (2014)
- No Boys Allowed 3 (2014)
- Swallowing Every Drop (2014)